# GP Mario De Clercq
De GP Mario De Clercq  is een veldritwedstrijd die sinds 2010 - na zesjarige afwezigheid - opnieuw jaarlijks plaastvindt in  Kluisbergen. De organisatie is in handen van Ronse Koerst, het parcours ligt zo goed als volledig in de Kluisbergse deelgemeente Zulzeke. De aankomst ligt ter hoogte van de molen op de Hotond, het hoogste punt van Oost-Vlaanderen.
Het parcours wordt uitgetekend door de voormalige wereldkampioen Mario De Clercq. Deze wedstrijd werd dan ook naar hem vernoemd. Het huidige parcours in de Hotondarena wordt door velen beschouwd als het mooiste van het hedendaagse veldrijden. Vanop de flanken heeft iedere toeschouwer zicht op 80 procent van het lastige parcours. In 2004 telde de toen voorlopig laatste editie mee voor de wereldbeker veldrijden. De nauwelijks bekende Zdeněk Mlynář won tot ieders verbazing in een massaspurt.
Sinds het seizoen 2011-2012 telt deze wedstrijd mee voor de DVV Verzekeringen Trofee (voorheen de GvA/bpost bank trofee).

## Erelijst

### Mannen elite
| Datum      | Klassement                 | Cat. | Winnaar              | Tweede               | Derde                  |
| ---------- | -------------------------- | ---- | -------------------- | -------------------- | ---------------------- |
| 12/12/2020 |                            | C1   | Afgelast             | Afgelast             | Afgelast               |
| 14/12/2019 | DVV Verzekeringen Trofee   | C1   | Toon Aerts           | Eli Iserbyt          | Mathieu van der Poel   |
| 07/10/2018 | Brico Cross                | C1   | Mathieu van der Poel | Wout van Aert        | Michael Vanthourenhout |
| 08/10/2017 | DVV Verzekeringen Trofee   | C1   | Lars van der Haar    | Mathieu van der Poel | Wout van Aert          |
| 09/10/2016 | Bpost bank trofee          | C1   | Wout van Aert        | Jens Adams           | Michael Vanthourenhout |
| 11/10/2015 | Bpost bank trofee          | C1   | Wout van Aert        | Kevin Pauwels        | Lars van der Haar      |
| 12/10/2014 | Bpost bank trofee          | C1   | Sven Nys             | Mathieu van der Poel | Klaas Vantornout       |
| 13/10/2013 | Bpost bank trofee          | C1   | Sven Nys             | Martin Bína          | Niels Albert           |
| 14/10/2012 | Bpost bank trofee          | C2   | Niels Albert         | Kevin Pauwels        | Sven Nys               |
| 06/11/2011 | Gazet van Antwerpen Trofee | C2   | Kevin Pauwels        | Zdeněk Štybar        | Niels Albert           |
| 07/11/2010 |                            |      | Sven Nys             | Niels Albert         | Tom Meeusen            |
|            |                            |      |                      |                      |                        |
| 10/10/2004 | Wereldbeker veldrijden     |      | Zdeněk Mlynář        | Sven Vanthourenhout  | Mario De Clercq        |
| 12/10/2003 |                            |      | Ben Berden           | Sven Nys             | Tom Vannoppen          |
| 25/12/2002 |                            |      | Mario De Clercq      | Tom Vannoppen        | Ben Berden             |
| 16/12/2001 |                            |      | Mario De Clercq      | Sven Nys             | Ben Berden             |
| 25/12/2000 |                            |      | Mario De Clercq      | Peter Van Santvliet  | Richard Groenendaal    |

### Vrouwen elite
| Datum      | Klassement               | Cat. | Winnaar                    | Tweede              | Derde              |
| ---------- | ------------------------ | ---- | -------------------------- | ------------------- | ------------------ |
| 12/12/2020 |                          | C1   | Afgelast                   | Afgelast            | Afgelast           |
| 14/12/2019 | DVV Verzekeringen Trofee | C1   | Ceylin del Carmen Alvarado | Annemarie Worst     | Yara Kastelijn     |
| 07/10/2018 | Brico Cross              | C1   | Marianne Vos               | Alice Maria Arzuffi | Annemarie Worst    |
| 08/10/2017 | DVV Verzekeringen Trofee | C1   | Katherine Compton          | Maud Kaptheijns     | Helen Wyman        |
| 09/10/2016 | Bpost bank trofee        | C1   | Thalita de Jong            | Sanne Cant          | Sophie de Boer     |
| 11/10/2015 | Bpost bank trofee        | C1   | Pavla Havlíková            | Jolien Verschueren  | Nikki Harris       |
| 12/10/2014 | Bpost bank trofee        | C1   | Sophie de Boer             | Helen Wyman         | Jolien Verschueren |
| 13/10/2013 | Bpost bank trofee        | C1   | Nikki Harris               | Helen Wyman         | Sanne Cant         |